# Soiuz 17
Soiuz 17 (rus: Союз 17, Unió 17) va ser la primera de les dues missions de llarga duració a l'estació espacial soviètica Saliut 4 en 1975. El vol va aconseguir un rècord de duració en vol soviètic de 29 dies, superant el rècord de 23 dies de la malmesa tripulació del Soiuz 11 a bord del Saliut 1 en 1971.

## Tripulació
| Posició         | Cosmonauta                           | Cosmonauta                           |
| --------------- | ------------------------------------ | ------------------------------------ |
| Comandant       | Aleksei Gúbarev Primer vol espacial  | Aleksei Gúbarev Primer vol espacial  |
| Enginyer de vol | Gueorgui Gretxko Primer vol espacial | Gueorgui Gretxko Primer vol espacial |

### Tripulació de reserva
| Posició         | Cosmonauta      | Cosmonauta      |
| --------------- | --------------- | --------------- |
| Comandant       | Vassili Làzarev | Vassili Làzarev |
| Enginyer de vol | Oleg Màkarov    | Oleg Màkarov    |

### Tripulació en suport
| Posició         | Cosmonauta         | Cosmonauta         |
| --------------- | ------------------ | ------------------ |
| Comandant       | Piotr Klimuk       | Piotr Klimuk       |
| Enginyer de vol | Vitali Sevastiànov | Vitali Sevastiànov |

## Paràmetres de la missió
- Massa: 6800 kg
- Perigeu: 185 km
- Apogeu: 249 km
- Inclinació: 51,6°
- Període: 88,8 min